# Kurt Petzold (Politiker)

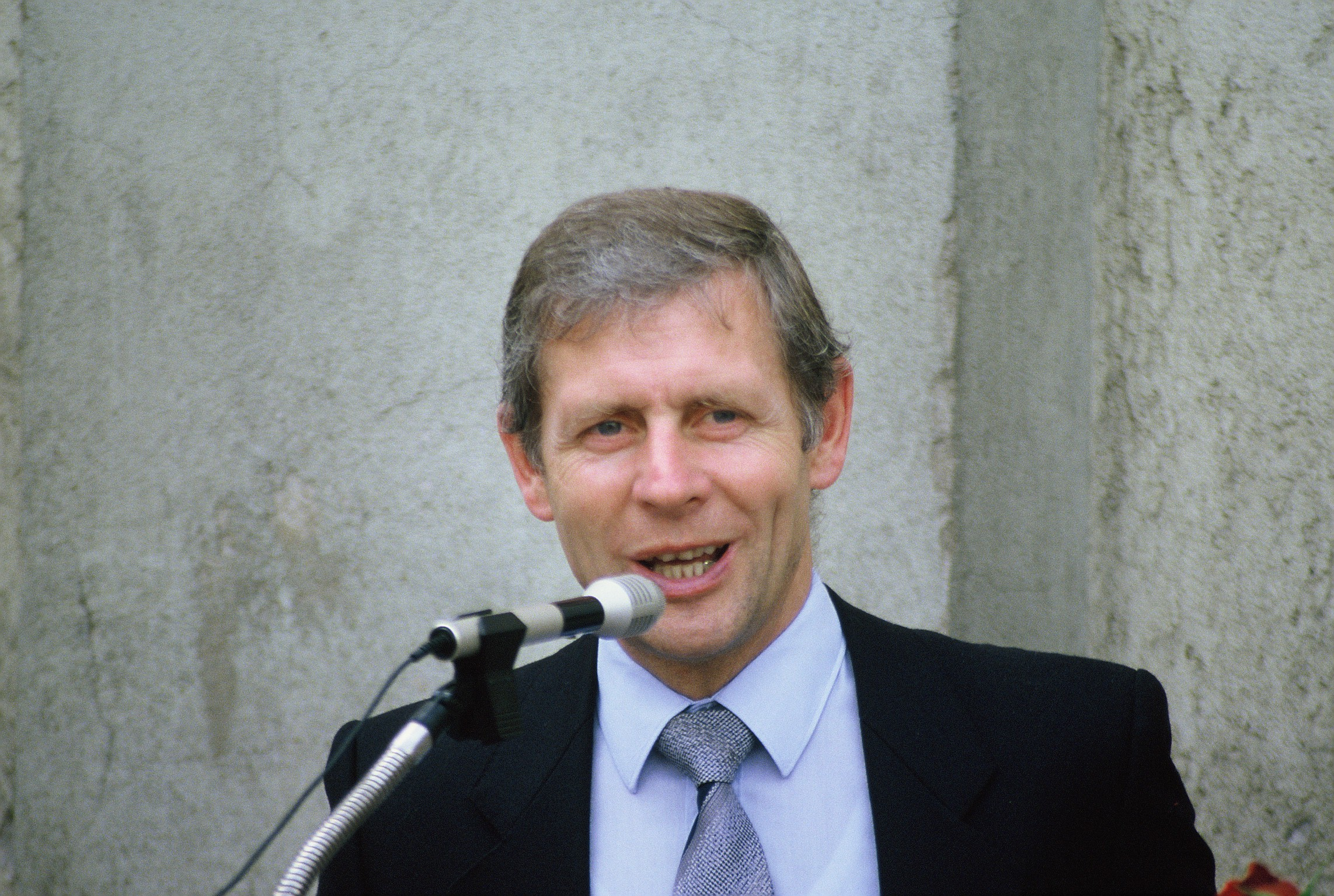
Kurt Petzold Anfang der Achtziger Jahre

Kurt Petzold (* 26. März 1936 in Schweinfurt; † 1. Dezember 2020) war ein deutscher Politiker (SPD) und Oberbürgermeister von Schweinfurt.

## Leben

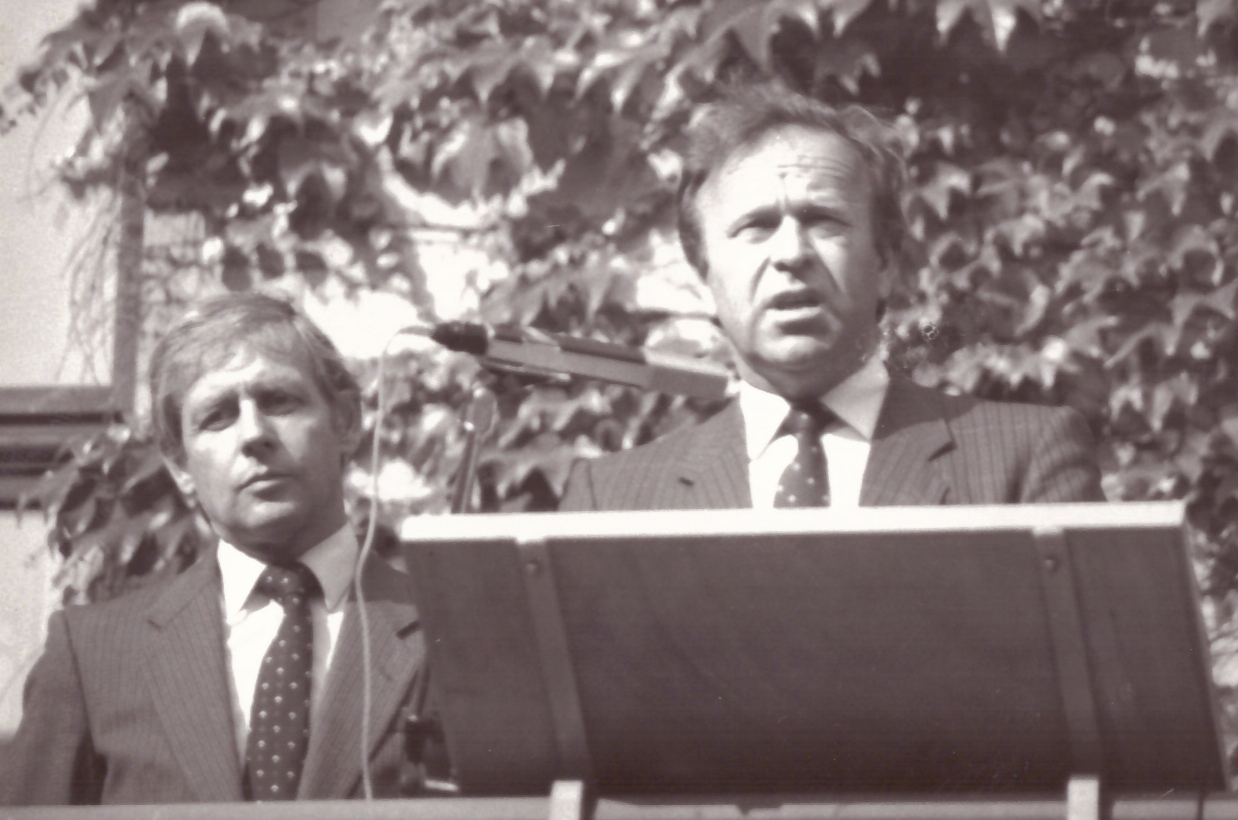
Kurt Petzold (li.) mit Hans Schuierer (1980er Jahre)

Kurt Petzold studierte Jura in Würzburg und war danach als Beamter in der bayerischen Landesverwaltung tätig. In Schweinfurt war er zunächst Kämmerer, dann von 1972 bis 1974 Bürgermeister, bevor er 1974 als SPD-Kandidat zum Oberbürgermeister gewählt wurde. Dieses Amt hatte er bis 1992 inne. Seine Wahlergebnisse: 1974 56 %; 1980 66 %; 1986 59 % Vor der OB-Wahl im Jahr 1992 hatte die eigene Stadtratsfraktion durchgesetzt, dass Petzold nicht mehr kandidieren konnte. Mit dem Wahlsieg der CSU-Kandidatin Gudrun Grieser endete die Ära, in der die SPD seit dem Zweiten Weltkrieg stets den Oberbürgermeister in Schweinfurt gestellt hatte.
In seiner Amtszeit trieb Petzold die Sanierung der Altstadt und die Schaffung der ersten Fußgängerzone der Stadt voran. Er verantwortete den Bau des Leopoldina-Krankenhauses und des Gemeinschaftskraftwerkes GKS. Es entstand in einer Kooperation der Stadt, der drei Großbetriebe Fichtel & Sachs, Svenska Kullagerfabriken und Kugelfischer sowie zweier Landkreisgemeinden. Eine Vereinbarung mit den Erben von Georg Schäfer schuf die Voraussetzungen für die spätere Einrichtung des Museums Georg Schäfer. Eine Klage gegen die Errichtung des KKW Grafenrheinfeld verlor die Stadt Schweinfurt im Jahr 1977. Von 1982 bis 1994 gehörte Petzold dem Bezirkstag Unterfranken an, ab 1990 als Vorsitzender SPD-Fraktion.
Nach dem Ende seiner Amtszeit als OB war Petzold als Rechtsanwalt tätig. Im Jahr 2010 verlieh ihm die Stadt Schweinfurt das Ehrenbürgerrecht, die SPD zeichnete ihn 2015 mit der Willy-Brandt-Medaille aus.
Petzold war in dritter Ehe verheiratet.

## Veröffentlichung
- mit Christine Weisner: Das kurze Leben der Zofia Malczyk, Rudolph & Enke, Ebertshausen 2007, ISBN 978-3-931909-09-3